# El entusiasmo
El entusiasmo és una coproducció franco-espanyola-xilena de 1998, de gènere dramàtic, estrenada el 25 de desembre de 1998 a Xile, el 3 de setembre de 1999 a Espanya i el 26 d'abril del 2000 a França. Va ser dirigida per Ricardo Larraín i els actors protagonistes dels papers principals van ser Carmen Maura, Maribel Verdú, Álvaro Rudolphy i Álvaro Escobar.
Pel seu paper en aquesta pel·lícula Álvaro Rudolphy va estar nominat com a millor actor en la 1a edició dels Premis Altazor, celebrada al març de 2000.

## Argument
Fernando i Isabel es traslladen a viure a Arica, una ciutat a Xile i pròxima al Perú, en companyia del seu fill Miguel. L'objectiu de la parella és crear una empresa de viatges que promocioni el turisme d'aventura. En Arica es reuneixen amb Guillermo, un vell amic reporter. L'empresa prospera en poc temps i Fernando, Guillermo i Isabel, entusiasmats, pensen en nous projectes. Però l'ambició de Fernando pot posar en perill tot l'aconseguit.

## Repartiment (selecció)
- Maribel Verdú com	Isabel.
- Carmen Maura com María.
- Álvaro Escobar com Fernando.
- Álvaro Rudolphy com Guillermo.
- Gianfranco Levrini com Miguel.
- Javiera Contador com Isabel (veu).
- Ángel Lattus com	Professor Ulmenes.
- Vanessa Miller com Ángela.
- Diego Muñoz com Jove Fernando.
- Tomás Vidiella com Canoso.